# 块状耳霉
块状耳霉（学名：Conidiobolus thromboidos）是属于虫霉目新月霉科耳霉属的一种真菌，寄生在蚜虫上。该种分布于中国、日本、以色列、澳大利亚、美国、加拿大、瑞典、俄罗斯、法国、捷克、波兰等地。